# CNN Business
CNN Business (anteriormente CNN Money) é um site de notícias e informações financeiras, operado pela CNN. O site foi originalmente formado como uma joint venture entre a CNN.com e as revistas Fortune e Money da Time Warner . Desde a cisão dos ativos de publicação da Time Warner como Time Inc. (e sua subsequente venda à Meredith Corporation), o site funcionou como afiliado da CNN.

## História
CNN Money lançado em 2001, substituindo o site da CNNfn. A Time Warner também havia anunciado a intenção de relançar a rede de televisão da CNNfn sob o apelido de CNN Money, mas esses planos foram aparentemente abandonados.
Antes de junho de 2014, o site era operado como uma joint venture entre a CNN e duas revistas de negócios publicadas pela Time Warner; Fortune e Money. Em junho de 2014, os ativos de publicação da Time Warner foram desmembrados como Time Inc.; Como resultado, todas as três propriedades lançaram presenças separadas na Web, e a CNN Money introduziu um novo logotipo que removeu a wordmark da revista Money de sua branding. Com o relançamento, o chefe da CNN, Jeff Zucker, também prometeu aumentar as sinergias entre o site e o canal da CNN, como segmentos de marca e a renomeação do programa financeiro semanal da CNN Your Money como CNNMoney.
Em outubro de 2018, a CNN relançou a vertical como CNN Business ; a nova marca está focada na "transformação digital dos negócios e em como está atrapalhando todos os cantos da economia global". O relançamento ocorreu ao lado da abertura de um novo escritório em São Francisco. Assim como a CNNMoney, ela será suportada por segmentos de marca na televisão da CNN, bem como por conteúdo de streaming.

## Franquias internacionais
Em janeiro de 2018, foi lançada a primeira versão específica de país, a CNNMoney Suíça, com uma redação principal em Zurique transmitindo três horas de programação ao vivo de negócios e notícias financeiras em inglês todos os dias da semana. O canal é de propriedade privada e é a primeira implementação do plano da CNN Worldwide de lançar a marca CNNMoney internacionalmente.